# NGC 3603
NGC 3603是一個距離地球約20000光年，位於銀河系旋臂內的星雲，在天球上位於船底座。該星雲是一個巨大的电离氢区，內部包含了一個極為緊湊的疏散星團（可能是超星團）HD 97950。

## 觀測

NGC 3603（左）與NGC 3576是南半球天空中可觀測到的銀河系內恆星形成區域。

NGC 3603是約翰·赫歇爾在訪問南非時於1834年3月14日發現的，他的註記說這是一個非常顯著的天體……可能是一個球狀星團。它在1847年出版的南非好望角天文觀測結果中被標示為星雲3334。在1864年皇家學會出版的星雲和星團總表中是2354號。之後他被約翰·路易·埃米爾·德雷耳收錄到NGC中成為NGC 3603。
NGC 3603中心的天體被編號為HD 97950，長期以來被認為是模糊的星雲或多重恆星系。天文學家還注意到在該系統觀測到不尋常的發射光譜線，因此在HD星表中將它的光譜型分類為Oe。後來分類被修改為WN5 + O，這是因為發射譜線通常被認為是沃爾夫–拉葉星的特性。最後，HD 97950被解析為包含已知質量最大和光度最高的的其中3顆恆星，以及多顆高光度O型恆星以及更多較暗恆星。

## 特徵

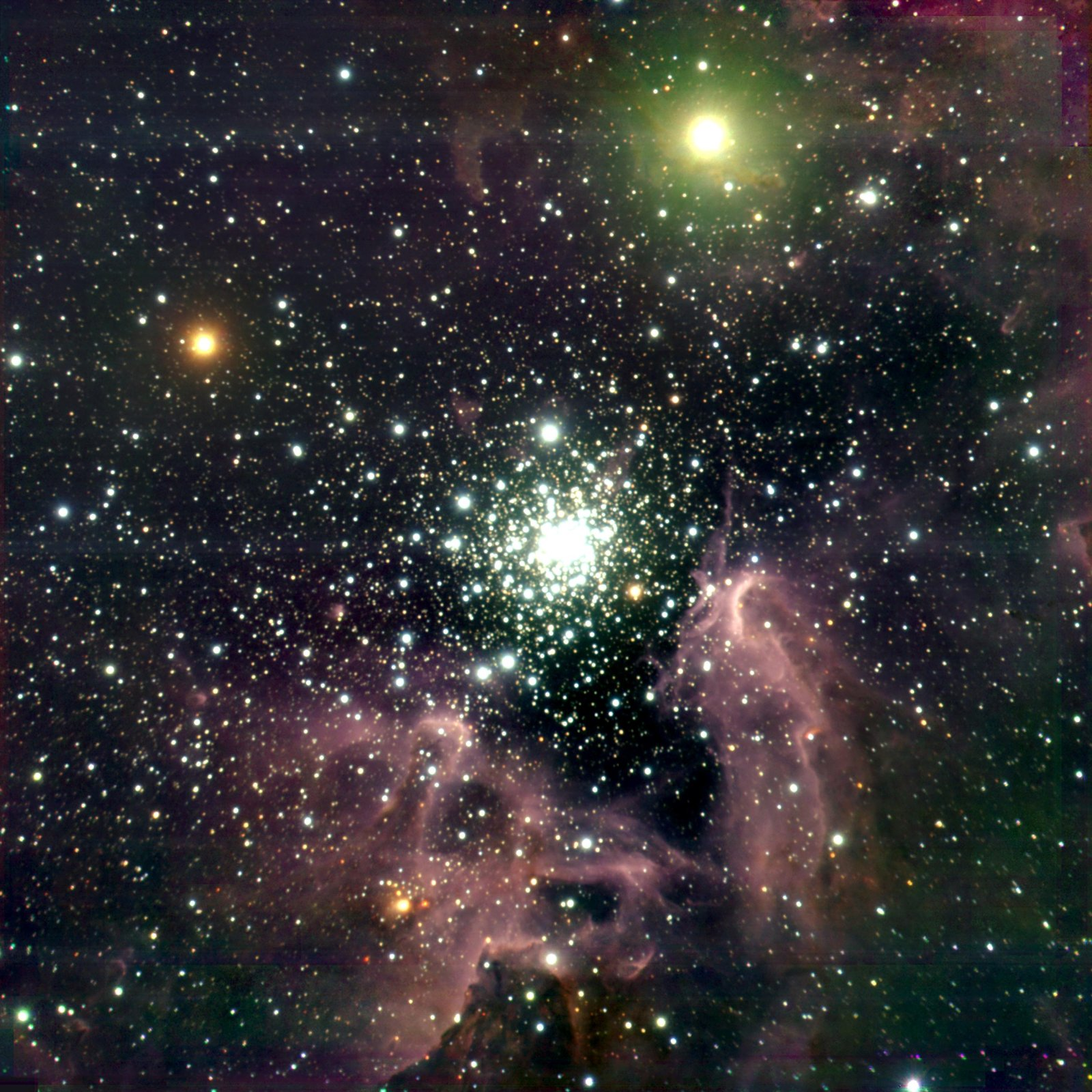
以甚大望远镜中的Antu望遠鏡搭載儀器紅外光譜儀和陣列相機（Infrared Spectrometer And Array Camera，ISAAC）在三個紅外線波段（Js、H 和Ks）拍攝的NGC 3603。

NGC 3603是銀河系中最大質量的可見發光氣體雲與電漿區域，也就是 H II區域 。中央的星團是銀河系中高質量恆星分布密度最高區域。強烈的紫外線等電磁輻射與恆星風清除了鄰近區域的氣體與塵埃，讓該星團鄰近區域未被掩蔽。
在星團內已經檢測出三顆耀眼的沃爾夫-拉葉星 ，而這三顆恆星原本無法被解析而編號為單顆恆星HD 97950。三顆中最明亮的NGC 3603-A1或（HD 97950A1），是由兩顆沃爾夫-拉葉星組成的聯星，軌道周期3.77日。系統中主星的質量估計為120 M☉，伴星質量則估計92 M☉。系統中的另一顆恆星HD 97950B的質量與光度則高於HD 97950A1聯星系統中任一成員星。HD 97950B的光度為太陽的288萬倍，質量為太陽的132倍。
在可見光望遠鏡中看見的NGC 3603是一個因為星際吸收影響的不顯眼淡黃色小規模星雲。但在1960年代中期，可見光與無線電波對NGC 3603的合併觀測顯示該區域是一個極為強烈的熱輻射源。之後對於其他星系的觀測引進了星暴區域的概念，即快速形成大量恆星。NGC 3603現在就被認為是星暴區域，並有部分天文學家將它和大麥哲倫星系中更大的此種區域蜘蛛星云做比較。
位於NGC 3603外圍區域的B型超巨星Sher 25周圍被噴出的物質呈現類似超新星SN 1987A的沙漏形，這引起了天文學家對該恆星的未來演化的強烈興趣。
有兩顆已知光度最高的年輕恆星位於NGC 3603範圍內，但位於中心的星團之外。WR 42e和NGC 3603 MTT 58的光譜型都是O2If*/WN6，代表兩顆恆星都是極高質量的年輕恆星。WR 42e可能是在一次不尋常的三體運動中被拋出，而MTT 58看起來仍就位於該恆星形成的氣體繭中，並且旁邊可能有一顆O3If伴星的聯星系統。

## 外部連結
- Hubble Space Telescope: Star Cluster Bursts into Life in New Hubble Image（页面存档备份，存于）
- European Southern Observatory: The Stars behind the Curtain（页面存档备份，存于）

| 天文學目錄  | 天文學目錄                                           | 天文學目錄 |
| ----------- | ---------------------------------------------------- | ---------- |
| NGC天體表： | NGC 3601 - NGC 3602 - NGC 3603 - NGC 3604 - NGC 3605 |            |